# محمد الماغوط
محمد أحمد عيسى الماغوط (12 كانون الأول 1934- 3 نيسان 2006) شاعر وأديب سوري، من أبرز شعراء قصيدة النثر أو القصيدة الحرة في الوطن العربي، ولد في السلمية بمحافظة حماة. تلقى تعليمه في سلمية ودمشق لكن فقره تسبب في تركه المدرسة في سن مبكرة، كانت سلمية ودمشق وبيروت المحطات الأساسية في حياة الماغوط وإبداعه، وعمل في الصحافة حيث كان من المؤسسين لجريدة تشرين كما عمل الماغوط رئيساً لتحرير مجلة الشرطة، احترف الأدب السياسي الساخر وألّف العديد من المسرحيات الناقدة التي لعبت دوراً كبيراً في تطوير المسرح السياسي في الوطن العربي، كما كتب الرواية والشعر وامتاز في القصيدة النثرية التي يعتبر واحدًا من روادها، وله دواوين عديدة. وتوفي في دمشق.

## حياته
ولد الشاعر محمد الماغوط عام 1934  في مدينة سلمية التابعة لمحافظة حماة السورية، نشأ في عائلة اسماعيلية شديدة الفقر وكان أبوه فلاحاً بسيطاً عمل أجيرًا في أراضي الآخرين طوال حياته. درس بادئ الأمر في الكتّاب ثم انتسب إلى المدرسة الزراعية في سلمية حيث أتم فيها دراسته الإعدادية، انتقل بعدها إلى دمشق ليدرس في الثانوية الزراعية في ثانوية خرابو بالغوطة، لكنه لم يكمل دراسته في الثانوية وعاد إلى سلمية.
دخل الماغوط بعد عودته إلى السلمية الحزب السوري القومي الاجتماعي دون أن يقرأ مبادئه، وكان في تلك الفترة حزبان كبيران هما الحزب السوري القومي الاجتماعي وحزب البعث، وهو يذكر أن حزب البعث كان في حارة بعيدة في حين كان القومي بجانب بيته وفيه مدفأة أغرته بالدفء فدخل إليه وانضم إلى صفوفه، لم يدم انتماؤه الحزبي طويلاً وقد سحب عضويتها في الستينات بعد أن سجن ولوحق بسبب انتمائه.

في هذه الفترة عمل الماغوط فلاحاً وبدأت بوادر موهبته الشعرية بالتفتح فنشر قصيدة بعنوان «غادة يافا» في مجلة الآداب البيروتية. بعدها قام الماغوط بخدمته العسكرية في الجيش حيث كانت أوائل قصائده النثرية قصيدة «لاجئة بين الرمال» التي نُشِرَت في مجلة الجندي، وكان ينشر فيها أدونيس وخالدة سعيد وسليمان عواد، ونشرت بتاريخ 1 أيار 1951، وبعد إنهاء خدمته العسكرية استقر الماغوط في السلمية.

كان اغتيال عدنان المالكي في 22 أبريل 1955 نقطة تحول في حياة الماغوط حيث اتُهِمَ الحزب السوري القومي الاجتماعي باغتياله في ذلك الوقت، ولوحق أعضاء الحزب، وتم اعتقال الكثيرين منهم، وكان الماغوط ضمنهم، وحُبس الماغوط في سجن المزة، وخلف القضبان بدأت حياة الماغوط الأدبية الحقيقية، تعرف أثناء سجنه على الشاعر علي أحمد سعيد إسبر الملقب بأدونيس الذي كان في الزنزانة المجاورة.

خلال فترة الوحدة بين سورية ومصر كان الماغوط مطلوباً في دمشق، فقرر الهرب إلى بيروت في أواخر الخمسينات، ودخول لبنان بطريقة غير شرعية سيراً على الأقدام، وهناك انضمّ الماغوط إلى جماعة مجلة شعر حيث تعرف على الشاعر يوسف الخال الذي احتضنه في مجلة شعر بعد أن قدمه أدونيس للمجموعة.

في بيروت نشأت بين الماغوط والشاعر بدر شاكر السياب صداقة حميمة فكان كان السياب صديق التسكّع على أرصفة بيروت، وفي بيروت أيضاً تعرّف الماغوط في بيت أدونيس على الشاعرة سنية صالح (التي غدت في ما بعد زوجته)، وهي شقيقة خالدة سعيد زوجة أدونيس، وكان التعارف سببه تنافس على جائزة جريدة النهار لأحسن قصيدة نثر.

عاد الماغوط إلى دمشق بعد أن غدا اسماً كبيراً، حيث صدرت مجموعته الأولى حزن في ضوء القمر (عن دار مجلة شعر، 1959)، التي ألحقها عن الدار نفسها بعد عام واحد بمجموعته الثانية «غرفة بملايين الجدران» (1960)، وتوطدت العلاقة بين الماغوط وسنية صالح بعد فدومها إلى دمشق لإكمال دراستها الجامعية. وفي العام 1961 أدخل الماغوط إلى السجن للمرة الثانية وأمضى الماغوط في السجن ثلاثة أشهر، ووقفت سنية صالح وصديقه الحميم زكريا تامر إلى جانبه خلال فترة السجن، وتزوج الماغوط من سنية صالح عقب خروجه من السجن، وأنجب منها ابنتيه شام وسلافة.

في السبعينات عمل الماغوط في دمشق رئيساً لتحرير مجلة «الشرطة» حيث نشر كثيراً من المقالات الناقدة في صفحة خاصة من المجلة تحت عنوان «الورقة الأخيرة»، وفي تلك الفترة بحث الماغوط عن وسائل أخرة للتعبير من أشكال الكتابة تكون أوضح أو أكثر حدة، فكانت مسرحياته المتوالية «ضيعة تشرين» و«غربة»، وفيها أراد الماغوط مخاطبة العامة ببساطة دون تعقيد، وهو واحد من الكبار الذين ساهموا في تحديد هوية وطبيعة وتوجه جريدة تشرين السورية في نشأتها وصدورها وتطورها في منتصف السبعينيات، حين تناوب مع الكاتب القاص زكريا تامر على كتابة زاوية يومية، تعادل في مواقفها صحيفة كاملة في عام 1975 وما بعد، وكذلك الحال حين انتقل ليكتب «أليس في بلاد العجائب» في مجلة المستقبل الإسبوعية، وكان لمشاركاته دور كبير في انتشار «المستقبل» على نحو بارز وشائع في سورية.

خلال الثمانينيات سافر الماغوط إلى دولة الإمارات وإلى إمارة الشارقة بالتحديد وعمل في جريدة الخليج وأسس مع يوسف عيدابي القسم الثقافي في الجريدة وعمل معه في القسم لاحقا الكاتب السوري نواف يونس.

كانت فترة الثمانينات صعبة وقاسية، بدأت بوفاة شقيقته ليلى إثر نفاس بعد الولادة عام 1984، ثم وفاة والده أحمد عيسى عام 1985 نتيجة توقف القلب، وكانت أصعب ضربة تلقاها هي وفاة زوجته الشاعرة سنية صالح عام 1985 بعد صراع طويل معه ومع السرطان وهو نفس المرض الذي أودى بحياة والدتها وبنفس العمر وكانت نفقة العلاج على حساب القصر الجمهوري في مشفى بضواحي باريس حيث أمضت عشرة أشهر للعلاج من المرض الذي أودى بحياتها، ثم كانت وفاة أمه ناهدة عام 1987 بنزيف حاد في المخ، تزوجت ابنته شام أواسط التسعينات من طبيب سوري مقيم في أمريكا، وكذلك ابنته الثانية سلافة المقيمة مع زوجها في بريطانيا، وقد تركت هذه المآسي المتلاحقة الأثر الشديد على نفسه وأعماله وكتاباته. ويعدّ محمد الماغوط أحد أهم رواد قصيدة النثر في الوطن العربي، كتب الخاطرة، والقصيدة النثرية، وكتب الرواية والمسرحية وسيناريو المسلسل التلفزيوني والفيلم السينمائي، وامتاز أسلوبه بالبساطة والبراغماتية وبميله إلى الحزن.

## الأعمال المسرحية
1. ضيعة تشرين - مسرحية (لم تطبع - مُثلت على المسرح 1973-1974)
2. شقائق النعمان - مسرحية
3. غربة - مسرحية (لم تُطبع - مُثلت على المسرح 1976)
4. كاسك يا وطن - مسرحية (لم تطبع - مُثلت على المسرح 1979)
5. خارج السرب - مسرحية (دار المدى للنشر والتوزيع - دمشق 1999، مُثلت على المسرح بإخراج الفنان جهاد سعد- ومثلتها فرقة كور الزهور في سلمية مسقط رأس الماغوط ومن إخراج الفنان صدر الدين ديب)
6. العصفور الأحدب - مسرحية 1960 (لم تمثل على المسرح)
7. المهرج - مسرحية (مُثلت على المسرح 1960، طُبعت عام 1998 من قبل دار المدى للنشر والتوزيع - دمشق)

## الأعمال السينمائية
- الحدود
- التقرير

## أهم مؤلفاته

### الشعر
1. حزن [2] في ضوء القمر - شعر (دار مجلة شعر - بيروت 1959)
2. غرفة بملايين الجدران - شعر (دار مجلة شعر - بيروت 1960)
3. الفرح ليس مهنتي - شعر (منشورات اتحاد الكتاب العرب - دمشق 1970

### المسرح
1. ضيعة تشرين - مسرحية (لم تطبع - مُثلت على المسرح 1973-1974)
2. شقائق النعمان - مسرحية
3. غربة - مسرحية (لم تُطبع - مُثلت على المسرح 1976)
4. كاسك يا وطن - مسرحية (لم تطبع - مُثلت على المسرح 1979)
5. خارج السرب - مسرحية (دار المدى للنشر والتوزيع - دمشق 1999، مُثلت على المسرح بإخراج الفنان جهاد سعد)
6. العصفور الأحدب - مسرحية 1960 (لم تمثل على المسرح)
7. المهرج - مسرحية (مُثلت على المسرح 1960، طُبعت عام 1998 من قبل دار المدى للنشر والتوزيع - دمشق)

### مسلسلات تلفزيونية
1. حكايا الليل - مسلسل تلفزيوني (من إنتاج التلفزيون السوري)
2. وين الغلط - مسلسل تلفزيوني (إنتاج التلفزيون السوري)
3. وادي المسك - مسلسل تلفزيوني

## السينما
1. الحدود - فيلم سينمائي (1984 إنتاج المؤسسة العامة للسينما السورية، بطولة الفنان دريد لحام)
2. التقرير - فيلم سينمائي (1987 إنتاج المؤسسة العامة للسينما السورية، بطولة الفنان دريد لحام)

### أعمال أخرى
1. الأرجوحة - رواية 1974 (نشرت عام 1974 - 1991 عن دار رياض الريس للنشر وأعادت دار المدى للنشر والتوزيع طباعتها عام 2007)
2. سأخون وطني - مجموعة مقالات (1987- أعادت طباعتها دار المدى للنشر والتوزيع بدمشق 2001)
3. سياف الزهور[4] - نصوص (دار المدى للنشر والتوزيع بدمشق 2001)....
4. شرق عدن غرب الله[5] (دار المدى للنشر والتوزيع بدمشق 2005)
5. البدوي الأحمر [6](دار المدى للنشر والتوزيع بدمشق 2006)
6. اغتصاب كان وأخواتها

كتب عنه شقيقه «عيسى الماغوط» كتاب بعنوان «محمد الماغوط رسائل الجوع والخوف»، يروي فيه حكايات كثيرة عن شقيقه تؤكد الصورة الشائعة عنه، أن يكون منحازًا على الدوام إلى صفوف الحرية والأحرار. يرفق الكتاب بصور فوتوغرافية للماغوط وأفراد أسرته. الكتاب بوجه عام عبارة عن مستند بالغ الفائدة لكاتب مسرحي وشاعر يعتبره الكثيرون من أبرز شعراء وأدباء سوريا في النصف الثاني من القرن العشرين.

## مؤلفات عن الماغوط
1. أحمد عمار المير: المقالة النقدية عند محمد الماغوط (1976 ـ 1984) ـ دمشق ـ 1992م.
2. جيمي جان عازار: الألوان ودلالاتها وعلاقتها بحركة الزمن من خلال قصيدة محمد الماغوط حزن في ضوء القمر ـ كتابنا للنشر ـ 2018م.
3. خليل صويلح: اغتصاب كان وأخواتها؛ حوار مع ا لماغوط في نحو خمسين صفحة ـ دار البلد ـ 2002م.
4. خليل صويلح: محمد الماغوط سنونو الضجر ـ وزارة الثقافة ـ دمشق ـ 2008م.
5. راجي شاهين: الرؤيا في شعر الماغوط ـ دار العلم للملايين ـ 2013م.
6. رحاب عوض: السخرية عند الماغوط؛ دراسة تحليلية لكتابات محمد الماغوط ـ دار الغادر للطباعة والنشر والتوزيع ـ 2017م.
7. رمضان حينوني: الاغتراب في شعر محمد الماغوط ـ دار الأيام للنشر والتوزيع ـ 2015م.
8. الدكتور عزت السيد أحمد: محمد الماغوط وفضيحة الفكر العربي المعاصر ـ دار الفكر الفلسفي ـ دمشق ـ 2023م.
9. الدكتور عصام شرتح: محمد الماغوط وثورة الشِّعرية بين شعرية النَّثر ونثرية الشِّعر ـ دار الخليج ـ 2014م.
10. الدكتور عصام شرتح: عالم الماغوط؛ دراسة جمالية في شعر الماغوط ـ دار الخليج ـ 2018م.
11. فائز العراقي (ناهض حسن): القصيدة الحرة؛ محمد الماغوط نموذجاً ـ مركز الإنماء الحضاري ـ 2008م.
12. لؤي آدم: محمد الماغوط وطن في وطن ـ دار المدىٰ ـ دمشق ـ 2001م.
13. نعيمة سعدية: لسانيات النص والخطاب الشِّعري ؛ دراسة في شعر محمد الماغوط ـ الوسام العربي للنشر والتوزيع ـ 2015م.
14. هاني الخير: محمد الماغوط شاعر الغب والحب ـ 2020م.

## من أقواله وأشعاره
مقتطفات من أشعار الماغوط
- أيها الوطن.. أنا لا أنكر أنني نمت في أحضانك

وركبت على ظهرك وجرانك في طفولتي
واحتميت بجدرانك في شيخوختي
ولكن أن تركب على ظهري طوال العمر مقابل ذلك
ومشترطا أن يلامس جبيني سطح الأرض فلن أقبل:
فوقه بقليل ممكن
فأنا أيضا عندي كرامة.
- ها أنا أمدّ جسدي بصعوبة

لأدفن أسناني اللبنية في شقوق الجدران
أنا شيخ
ها ظهري ينحني
والمارة يأخذون بيدي
أنا أمير
ها سيفي يتدلّى
وجوادي يصهل على التلال
أنا متسّول
ها أنا أشحذ أسناني على الأرصفة
وألحقُ المارةَ من شارع إلى شارع
أنا بطل... أين شعبي؟
أنا خائن... أين مشنقتي؟
أنا حذاء... أين طريقي؟
- فليذهب القادة إلى الحروب

والعشاق إلى الغابات
والعلماء إلى المختبرات
أما أنا
فسأبحث عن مسبحةٍ وكرسيٍ عتيق...
لأعود كما كنت،
حاجباً قديماً على باب الحزن
ما دامت كلّ الكتب والدساتير والأديان
تؤكد أنني لن أموت
إلا جائعاً أو سجيناً
- لقد أعطونا الساعات وأخذوا الزمن

أعطونا الأحذية وأخذوا الطرقات
أعطونا البرلمانات وأخذوا الحرية
أعطونا العطر والخوات وأخذوا الحب
أعطونا الأراجيح وأخذوا الأعياد
أعطونا الحليب المجفف وأخذوا الطفولة
أعطونا السماد الكيماوي وأخذوا الربيع
أعطونا الجوامع والكنائس وأخذوا الإيمان
أعطونا الحراس والأقفال وأخذوا الأمان
أعطونا الثوار وأخذوا الثورة...

### من أقوال الماغوط
- «لو كانت الحرية ثـلجاً لنمت في العراء»
- «عمرها ما كانت مشكلتنا مع الله، مشكلتنا مع اللي يعتبرون نفسهم بعد الله» من مسرحية شقائق النعمان
- «بدأت وحيداً، وانتهيت وحيداً كتبت كإنسان جريح وليس كصاحب تيار أو مدرسة»
- «لماذا خلقني؟ وهل كنت أوقظه بسبابتي كي يخلقني؟»
- «إنني أعد ملفا ضخما عن العذاب البشري لأرفعه إلى الله فور توقيعه بشفاه الجياع وأهداب المنتظرين، ولكن يا أيها التعساء في كل مكان جُلَّ ما أخشاه أن يكون الله أميّا»
- «أنا نبي لا ينقصني إلاّ اللحية والعكاز والصحراء»
- «حبك كالإهانة لا ينسى»
- «لم أستطع تدريب إنسان عربي واحد على صعود الباص من الخلف والنزول من الأمام فكيف بتدريبه على الثورة»[11]

## جوائز نالها
الجوائز التي نالها الماغوط خلال حياته:
1. جائزة «احتضار» عام 1958.
2. جائزة جريدة النهار اللبنانية لقصيدة النثر عن ديوانه الأول «حزن في ضوء القمر» عام 1961.
3. جائزة سعيد عقل.
4. صدور مرسوم بمنح وسام الاستحقاق من الدرجة الممتازة للشاعر محمد الماغوط من بشار الأسد رئيس الجمهورية العربية السورية.
5. جائزة سلطان بن علي العويس الثقافية للشعر عام 2005.

## وفاته
في ظهيرة يوم الاثنين 3 نيسان 2006 رحل محمد الماغوط عن عمر يناهز 73 عاماً بعد تعرضه لجلطة دماغية في منزله بمدينة دمشق. سبق ذلك صراع طويل مع المرض.

## وصلات خارجية
- محمد الماغوط على موقع أرشيف الشارخ.
- مقابلة وثائقية مع محمد الماغوط / قناة العربية
- -مقابلة محمد الماغوط مع قناة الجزيرة
- -السيرة الذاتية للماغوط
- صفحة محمد الماغوط على موقع أبجد
- صفحة اقتباسات محمد الماغوط على موقع أبجد